# La Prude

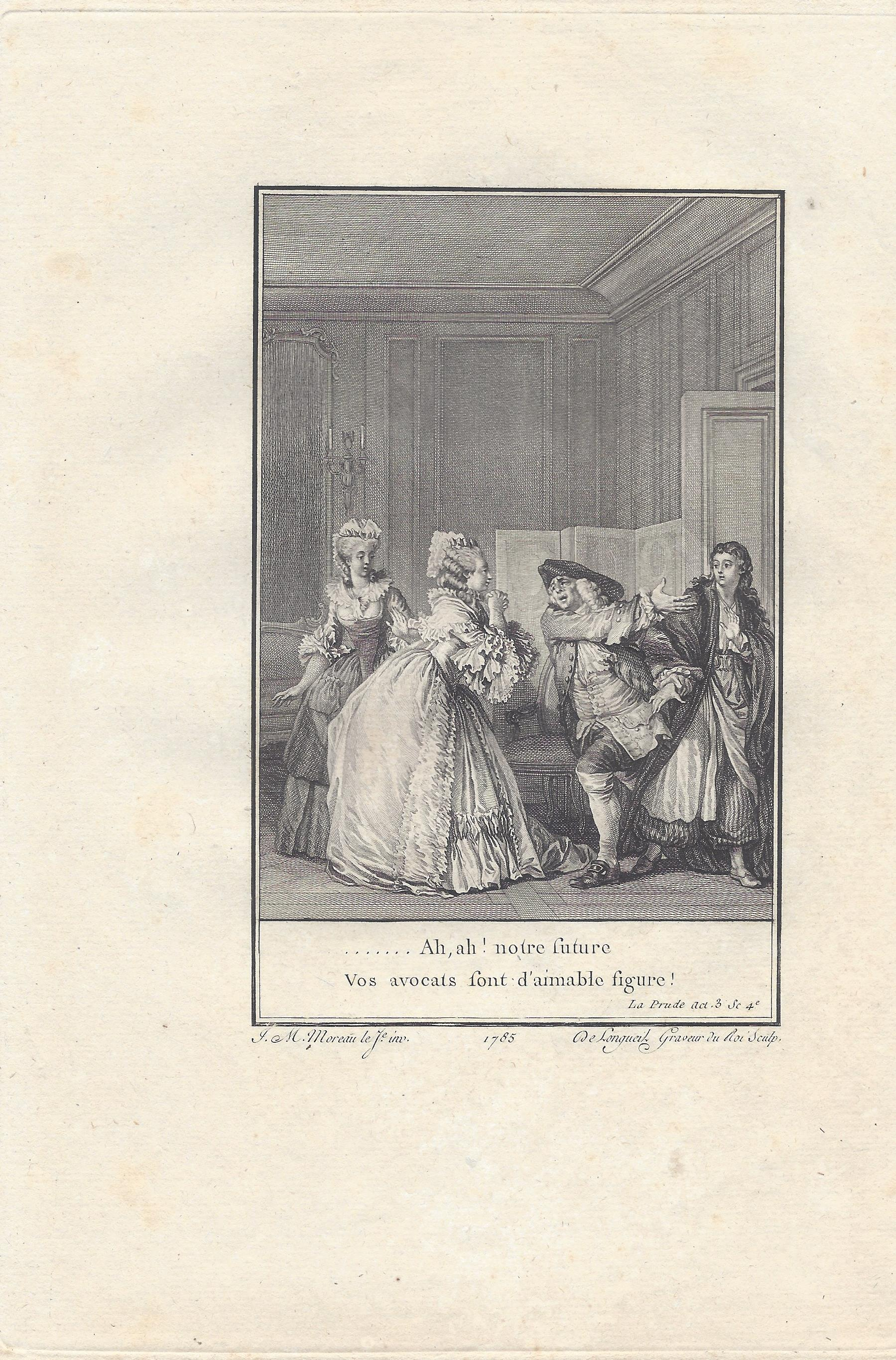
Jean-Michel Moreau: Illustration zu La Prude, 1783

La Prude, oder mit erweitertem Titel La Prude ou la Gardeuse de cassette (Die Scheinfromme und der Schatzbewahrer nach Johann Christoph von Zabuesnig), ist eine 1747 entstandene Komödie in fünf Akten und Versen von Voltaire. Das Stück wurde lediglich einmal am 15. Dezember 1747 in Sceaux vor der Duchesse du Maine aufgeführt. Der Erstdruck erfolgte 1748 innerhalb der Dresdener Werkausgabe bei Conrad Walther.

## Handlung
Akt 1
Adine, eine als Jugendlicher verkleidete junge Türkin, und ihr mittelloser Onkel Darmin kommen nach einer Seefahrt in der Hafenstadt Marseille an. Sie suchen Schutz bei Darmins Freund, dem misanthropisch gestimmten Kapitän Blanford. Der ist ein mutiger Seefahrer, dessen Schiff einst von zwei Schiffen aus Alger angegriffen wurde. Unter Führung der scheinheiligen Witwe Dorfise haben sich zwanzig Philanthropinnen zusammengetan, um das Leben der Menschen zu reformieren.
Akt 2
Bei einem Treffen mit ihrer Cousine Madame Burlet und dem Chevalier Mondor legt Dorfise ihre Ansichten dar: All die Vergnügungen: Spiel, Bälle, Musik sind für sie Erfindungen des Teufels. Als Blanford eintrifft, verschwindet sie unter dem Vorwand, sich nicht wohl zu fühlen. – Adine gibt an, ein 18-jähriger Grieche zu sein; die mit Dorfise verkehrende Colette hält ihn aber für einen Türken und wundert sich, dass er keinen Bart hat.
Akt 3
Dorfise hat Gefallen an ihrem gutaussehenden angeblichen Griechen gefunden und „ihn“ zum Diner eingeladen. Wenngleich ihr Gast beteuert, Grieche und in Griechenland von Blanford an Bord genommen worden zu sein, hegt seine Gastgeberin den Verdacht, dass es sich um einen Türken handelt. Ihrer Cousine offenbart Dorfise, dass sie den Kassierer Bartolin heiraten wird. Dieser äußert den Verdacht, dass Adine ein als junger Mann verkleidetes Mädchen ist.
Akt 4
Blanford erfährt von Adine, dass die Witwe einen Ehemann habe. Mit der von Adine gegebenen Beschreibung vermag er aber dessen Identität nicht zu klären.
Akt 5
Blanford sagt, die Witwe habe ihm geschworen treu zu sein: Sie liebe ihn und er liebe sie für immer. Er begibt sich zu ihr. In der Nacht trifft sich die scheinheilige Dorfise mit ihrem „Geliebten“ (amant) Adine, dem sie sagt, sie wisse nicht, wen sie mehr hasse: Blanford oder ihren verfluchten Ehemann. Sie will – ihre Ehe sei aufhebbar – eine Heirat mit Adine und mit ihr fortziehen. Der Kapitän hat das Gespräch belauscht und sich seine Meinung über die Witwe gebildet. Als deren Gatte stellt sich Bartolin heraus. Am Ende offenbart Darmin, dass Adine seine Nichte ist.

## Literarische Vorlage und biografische Bezüge
La Prude ist eine Bearbeitung des 1674 entstandenen Plain Dealers von William Wycherley, die Voltaire bereits 1739 verfasste. Der ursprüngliche Titel war La Dévote. Wycherleys Plain Dealer wiederum entstand nach Motiven des Le Misanthrope von Molière.

## Aufführungen und zeitgenössische Rezeption
Voltaire reichte La Prude erfolglos an der Comédie-Française ein. Am 15. Dezember 1747 wurde das Stück einmalig in Sceaux im Théâtre d'Anet vor der Duchesse du Maine in der Anwesenheit von Voltaire aufgeführt. Voltaire spielte vor der Aufführungen in einem Prolog, der in den Druckausgaben dem Werk vorangestellt wird. Émilie du Châtelet und Marguerite de Launay, Baronne Staal übernahmen Rollen. La Prude wurde nicht mehr gespielt aber wiederholt aufgelegt. Die Leser bemängelten die Unterdrückung der derb-erotischen Wortspiele Wicherleys und hätten sich gerne eine Ausgelassenheit zwischen diesen beiden Polen gewünscht. Die drückt auch eine zeitgenössische Vorbemerkung zu La Prude in der Ausgabe der Theaterwerke Voltaires bei François-Canut Richoff aus: „Es scheint die Engländer nehmen sich zu viele Freiheiten heraus und die Franzosen zu wenige“.

## Drucklegung
Der Text der Prude erschien erstmals im achten Band der Dresdener Werkausgabe bei Walther.

## Erste Ausgaben
- La Prude ou la Gardeuse de cassette, in: Oeuvres de Mr. de Voltaire, Nouvelle Édition, Band VIII, Dresden, Walther, 1748,  8°, S. 129–264.online
- La Prude ou la Gardeuse de cassette, Paris, aux dépens de la Compagnie des libraires, 1759, 8°, 28 (recte 82) S.
- La Prude ou la Gardeuse de cassette, Paris, Duchesne, 1763, 12°, 120 S.online